# Margit Slimáková
Margit Slimáková (* 24. prosince 1969 Kyjov) je česká farmakoložka, bloggerka, propagátorka zdravé výživy a autorka knih o stravování.

## Biografie
Dětství prožila na jižní Moravě. Když bylo Slimákové deset let, zemřela jí matka, což s dalšími problémy nakonec vyústilo v mentální anorexii, kterou později s pomocí medicíny překonala.
Vystudovala Střední zdravotnickou školu v Brně a v roce 1993 promovala z farmacie na Farmaceutické fakultě Univerzity Karlovy s diplomovou prací o alternativním stravování dětí.
V letech 1993–1995 pracovala jako výživová poradkyně v Institutu celostní medicíny Josefa Jonáše.
Pracovně pobývala v USA, Číně, v Německu nebo ve Francii a absolvovala zahraniční certifikované kurzy zaměřené na výživové poradenství. Po 10 letech v zahraničí se vrátila zpět do České republiky, kde se věnuje především osvětě v oblasti výživy a veřejného zdraví.
Rigorózní zkoušku z Klinické farmakologie, Lékárenství a sociální farmacie složila na Farmaceutické fakultě Univerzity Komenského v Bratislavě a v roce 2015 získala titul PharmDr.
Žila v Kolodějích. Nyní žije mimo Prahu.

## Publikační činnost
Právě promovanou absolventku farmacie Slimákovou zaměstnával v letech 1993–1995 jako specialistku na výživu Josef Jonáš, představitel české alternativní medicíny a pozdější držitel anticeny Bludný balvan. Roku 1996 společně publikovali knihu Jonášův průvodce zdravou kuchyní.

Margit Slimáková píše články na svém webu i blogu, natáčí videa na Margit.TV. Účastní se řady projektů a veřejných debat. Zaměřuje se na propagaci zdravého stravování ve školách a v nemocnicích. Propaguje skutečné jídlo, potraviny lokální, sezónní a v bio kvalitě. Vedle stravy propaguje i péči o své tělo, dostatek spánku, pohybu, pohody, přírodu a přátele.

## Veřejná činnost a názory
Podle zahraničních vzorů prosazuje výživové doporučení tzv. My Plate (Zdravý talíř) coby názornější alternativu k potravinové pyramidě. Stala se odbornou garantkou projektu Přirozená péče o zdraví dětí a občanské iniciativy Skutečně zdravá škola, která prosazuje modernizaci spotřebního koše a regulaci prodeje sladkostí a nezdravých potravin ve školních automatech či bufetech. Mimo jiné prosazuje svobodu očkování s odůvodněním, že v téměř celé západní Evropě je očkování dobrovolné a „rodiče mají právo rozhodovat o zdravotních zákrocích prováděných na jejich dětech“. V oblasti výživy doporučuje především konzumaci přirozených, tj. minimálně průmyslově upravovaných potravin. Je také zastáncem opatrnosti při zavádění geneticky modifikovaných potravin.
Jako výživová poradkyně spolupracuje s Domem čínské medicíny.
Roku 2017 založila Globopol, český think tank, který se zabývá otázkami výživy a zdravotní prevence.

## Kritika

### Užívání titulu Ph.D.
Roku 2010 získala po pětiletém dálkovém studiu na dnes už neexistující neakreditované (neměla právo udělovat akademické tituly) škole alternativní medicíny Clayton College of Natural Health, „holistické škole výživy“, titul Ph.D., který pak v ČR užívala. Když byla v témže roce Clayton College uzavřena, podle slov Slimákové se „objevily pochybnosti o její akreditaci, a proto jsem přestala používat Ph.D. titul z této školy.“ Titul naposledy použila v roce 2014.

### Cena Bludný balvan
Redakce časopisu Nová Regena za rok 2018 získala bronzový Bludný balvan za pravidelnou dávku neprav, pseudověd a mýtů. Jedním z článků, díky které redakce cenu obdržela, je i text Margit Slimákové Přirozená doporučení ve výživě dětí.

## Ocenění
- 2. místo v pražském finále soutěže Živnostník roku 2014[3]

## Publikace
- SLIMÁKOVÁ, Margit. Velmi osobní kniha o zdraví. Praha: BizBooks, 2018. ISBN 978-80-265-0753-6.
- SLIMÁKOVÁ, Margit; JONÁŠ, Josef. Jonášův průvodce zdravou kuchyní. Praha: Eminent, 1996. ISBN 80-85876-21-3.
- SLIMÁKOVÁ, Margit. Jaké vitaminy dětem doporučit a kdy. Pediatrie pro praxi. Solen, 2014, roč. 15, čís. 5, s. 303–307. Dostupné online. ISSN 1213-0494.